# Hovorový kanál
Hlasové pásmo nebo rozsah hlasových kmitočtů je rozsah frekvencí zvukového spektra používaný pro přenos řeči.
V telefonii se pro přenos hlasu používá frekvenční pásmo 300 až 3400 Hz. Také pásmo ultranízkých frekvencí elektromagnetického spektra o frekvencích 300 až 3000 Hz bývá nazýváno hlasové frekvence, neboť se jedná o reprezentaci zvukového vlnění elektromagnetickým signálem v základním pásmu. V systémech nosné telefonie je šířka pásma přiděleného pro přenos jednoho hlasového kanálu včetně ochranných pásem obvykle 4 kHz.
V systémech pulzně kódové modulace v digitální telefonní síti se používá vzorkovací frekvence 8 kHz v souladu se Shannonovým teorémem, podle něhož musí být pro efektivní rekonstrukci původního signálu použita vzorkovací frekvence (8 kHz) alespoň dvojnásobně vyšší než jsou nejvyšší složky hlasové frekvence, které je třeba před vzorkováním v diskrétních časových okamžicích omezit vhodným filtrem (dolní propustí).

## Přenos základní frekvence hlasu
Zajímavostí je, že základní frekvence většiny hlasů dospělých lidí (u mužů zpravidla 85 až 180 Hz a u žen 165 až 255 Hz) leží mimo uvedený frekvenční rozsah. Díky dostatku vyšších harmonických kmitočtů v signálu se uplatňuje efekt chybějícího základního tónu, který vytváří dojem přítomnosti základního tónu.